# Tridentiger brevispinis

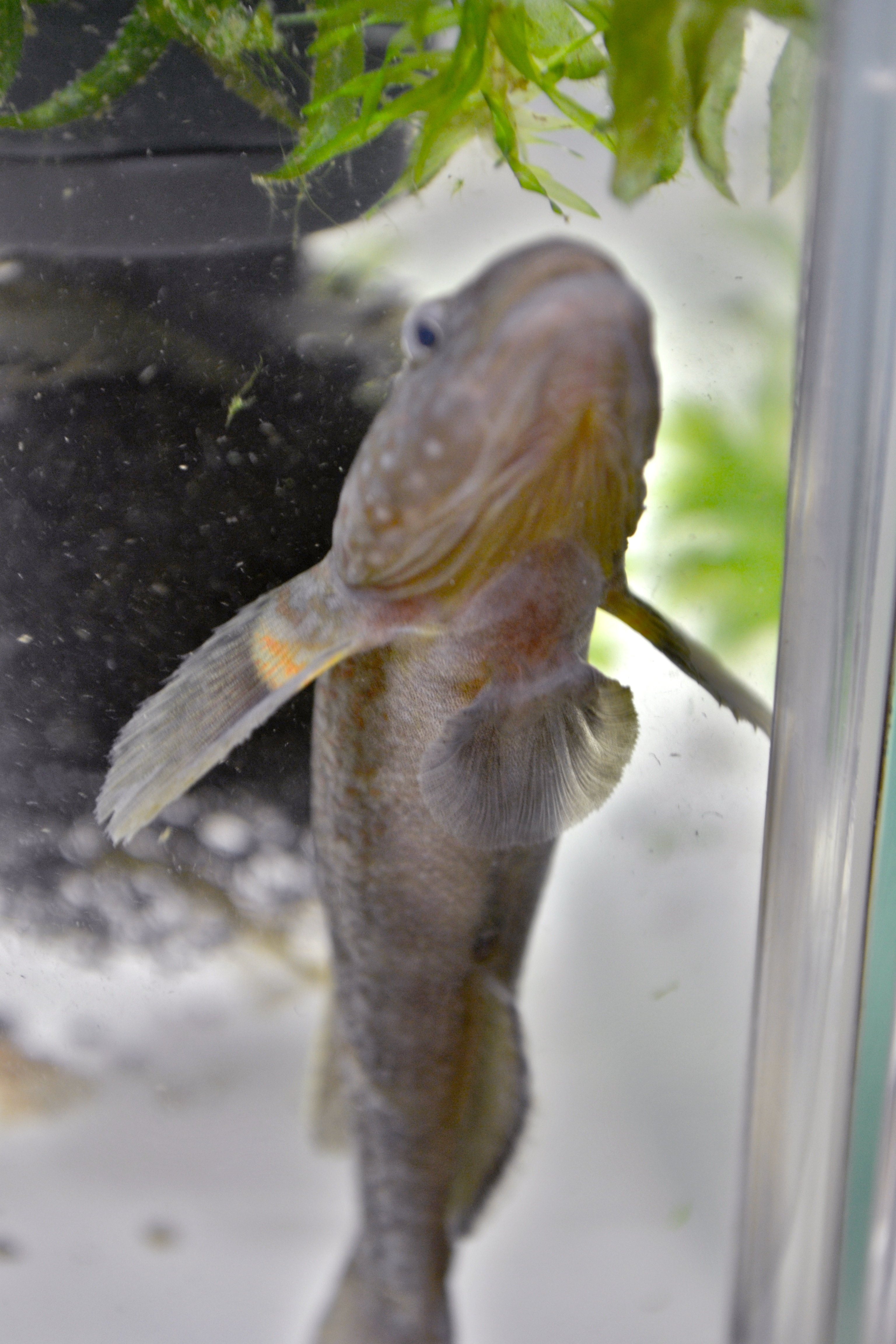
Екземпляр із Осаки (Японія) в акваріумі

Tridentiger trigonocephalus — вид риб родини Оксудеркових (Oxudercidae), що поширена біля узбережжя Кореї, Японії, Курильських островів. Придонний, солонуватоводний/прісноводний вид, сягає максимальної довжини 10,0 см.